# NGC 36
NGC 36 је спирална галаксија у сазвежђу Рибе која се налази на NGC листи објеката дубоког неба.
Деклинација објекта је + 6° 23' 20" а ректасцензија 0h 11m 22,4s. Привидна величина (магнитуда) објекта NGC 36 износи 13,3 а фотографска магнитуда 14,1. NGC 36 је још познат и под ознакама UGC 106, MCG 1-1-43, CGCG 408-40, IRAS 00088+0606, PGC 798.